# Hyaenosa invasa
Hyaenosa invasa är en spindelart som beskrevs av Savelyeva 1972. Hyaenosa invasa ingår i släktet Hyaenosa och familjen vargspindlar. Inga underarter finns listade i Catalogue of Life.